# نموذج محيط تكاملي
نموذج المحيط التكاملي تم تطويره بواسطة كيفين إف ماكريدي، وهو نظام علاجي بديل للنموذج الطبي الخاص بالطب النفسي لعلاج الأشخاص الذين يعانون من أزمة نفسية.
وكجزء مركزي من حركة معارضة الطب النفسي، وكونه صديقًا مقربًا لـ بيتر بريجن وعضو مجلس إدارة المركز الدولي لدراسة علم الأمراض النفسية والطب النفسي، أسس ماكريدي نموذجه على أساس فكرة أن المعاناة النفسية للإنسان ليس سببها مرضًا نفسيًا أو عدم توازن كيميائي، ولكن سببها التنازل عن إنسانية الشخص. إذ اعتقد أن النموذج البيولوجي للطب النفسي كان تنازلاً عن إنسانية الشخص، وتجريدًا للمريض من عناصر يعدها ضرورية وجزءًا طبيعيًا من التجربة الحياتية للإنسان. ويتكون هذا النموذج العلاجي من عناصر علاجية مجتمعة من نظريات المتغيرات النفسية، وبخاصة نظريات كارل يونغ والإنسانية والوجودية.
يحاول نموذج المحيط التكاملي إنشاء مجتمع جديد للمشاركين فيه للتفاعل بداخله. ويستند هذا المجتمع إلى أربع أفكار أساسية:
- يجب أن يكون المحيط عبارة عن وعاء علاجي يتيح الاستكشاف المكثّف للشخص بالإضافة إلى النفس الجماعية. وبذلك، يجب أن يكون له بنية تحافظ على الاستمرارية والإحساس بالأمان.
- ويجب أن يكون المهنيون الذين يعملون على الحفاظ على بنية الوعاء يتمتعون بالمرونة للسماح بالتعبير عن الذات في مثل هذه البيئة بالطريقة المتوقعة وغير المتوقعة.
- ولا يجب السماح فقط بالتعبير عن تكامل كل عناصر التجربة الإنسانية واستكشافها فقط، ولكن يجب تشجيعها ليتم التعبير عنها واستكشافها. وهذا يعني أنه يجب أن تكون كل العناصر الإنسانية جزءًا من العلاج المحيطي التكاملي، والتي تشمل عناصر مثل اللعب والفن والموسيقى والمناقشة والحميمية.[2]
- احترام إحساس الكائن البشري بالتوجيه الذاتي. ومن المتوقع من كل المرضى داخل المحيط التصرف بطريقة مسئولة ومحترمة. إذ يعتقد ماكريدي أن هذه التوقعات التي تُعد جزءًا من الفلسفة الأساسية للمجتمع تلعب دورًا في السلوك التوافقي لهؤلاء الذين يُعدون جزءًا من المجتمع.[1]

## يوم علاجي بالمحيط التكاملي
طوّر ماكريدي برنامج يوم علاجي يستند إلى نموذج المحيط التكاملي، وهو برنامج مستمر، مع التسجيل المفتوح فيه. ومعظم حالات العلاج في مجموعات لها مرحلة بداية ومرحلة نهاية، والتي يتم أثناءها تشجيع الرواد الذين يشاركون في المجموعة وحتى المرحلة النهائية على الحضور بانتظام؛ وينهي كل أعضاء المجموعة العلاج في الوقت نفسه. ولكن، في البرنامج المستمر، قد ينضم مجموعة أعضاء جدد للمجموعة في أي وقت ويكمل أعضاء المجموعة علاجهم وينهون عملية العلاج في أي وقت هم مستعدون فيه لذلك، مما يعني أن هناك عملية تسجيل متداخلة. وقد تم إعداد جدول البرنامج بطريقة مقصود منها أن يبدأ الشخص نهارًا، ويتعمق بشكل تدريجي، ثم يعود إلى مستوى أكثر استنارة قبل نهاية اليوم. وقد تم إعداد المجموعات ليستمر كل منها لمدة خمسين دقيقة. وسيكون لكل المجموعات معالج يقوم بالتنظيم. وقد لا تحتوي المجموعات فقط على مجموعات العلاج النفسي الموجه بـ المتغيرات النفسية، ولكن صُممت المجموعات أيضًا للتعبير الفني وإعادة الإبداع ومناقشة الأحلام ومناقشة الموضوعات المحددة التي يتم تحديدها بواسطة المجموعة بالإضافة إلى هدف المجتمع العام ومجموعات التعليقات.
ويتلقى كل الرواد المسجلين في المحيط التكامل أيضًا علاجًا نفسيًا فرديًا من واحد من فريق المعالجين النفسيين. هذا العلاج يعتمد توجهه على المتغيرات (الديناميكا) النفسية، ولكنه يلتزم بمبادئ نموذج المحيط التكاملي.
ويوجد في الوقت الحالي ثلاثة برامج مثل هذا البرنامج:
- الخدمات الصحية النفسية المتحدة
- مركز العلاج النفسي في سيكويا (Sequioa)
- مركز الاستبصار.